# 18991 Тоніванов
18991 Тоніванов (18991 Tonivanov) — астероїд головного поясу, відкритий 1 вересня 2000 року.
Тіссеранів параметр щодо Юпітера — 3,600.